# Moodorama
Moodorama ist ein im Jahr 1998 gegründetes, aus Regensburg stammendes Musikerkollektiv, das sich der elektronischen Musik verschrieben hat. Des Weiteren bereichern Einflüsse aus dem Jazz, der Lounge-Musik, Bossa Nova und House ihre Musik. Das Kollektiv besteht aus Martin Sennebogen, Alexander Eggl (1997–1999), Robert Zierhofer (1999–2003), Kerstin Huber, und Marco Köstler. In den Jahren 1998 bis 2012 wurden sechs Alben produziert. Zusätzlich ist Songmaterial auf über 180 Samplern vertreten. Außerdem betreiben Kerstin Huber und Martin Sennebogen seit 2007 eine eigene Plattenfirma namens music for collapsing people.

## Diskografie

### Alben
- 1998: Basement Music auf  Stereo Deluxe Records (US-Veröffentlichung auf Shadow Records)
- 2000: Music for Collapsing people auf Stereo Deluxe Records
- 2003: Listen auf Audiopharm Records
- 2005: Mystery in a cup of tea auf Audiopharm Records
- 2006: My Name Is Madness auf Mole Listening Pearls Records
- 2012: SIX auf Mole Listening Pearls Records

### Singles
- 2000: Viama auf Stereo Deluxe Records
- 2000: Sinzing Sunset Boulevard auf Stereo Deluxe Records
- 2003: No Samba Me Criei auf Audiopharm Records
- 2003: Eye-Land auf Audiopharm Records
- 2003: Sweet Toffee auf Audiopharm Records
- 2005: Furious Floods auf Audiopharm Records
- 2007: Mind Traffic auf Mole Listening Pearls Records
- 2008: Audiobahn auf Mole Listening Pearls
- 2010: Beatzekatze (ep) auf Mole Listening Pearls
- 2012: Wondering Why auf Mole Listening Pearls
- 2013: Lessons in Love auf Music for Collapsing People
- 2024: You Can Call Me